# Sankt Georgs kyrka, Amzabegovo
Sankt Georgs kyrka (makedonska: Црква „Св. Ѓорѓи“; translitteration: Tsrkva ''Sv. Ǵorǵi'') är en makedonisk-ortodox kyrkobyggnad belägen i byn Amzabegovo, i kommunen Sveti Nikole i den statistiska regionen Vardar, i östra Nordmakedonien.
Kyrkan är helgad åt den romerska martyren, soldaten och helgonet Sankt Göran och tillhör Bregalnica stift.

## Historik
Sankt Georgs kyrka i Amzabegovo byggdes 1982 och invigdes samma år.

## Bilder

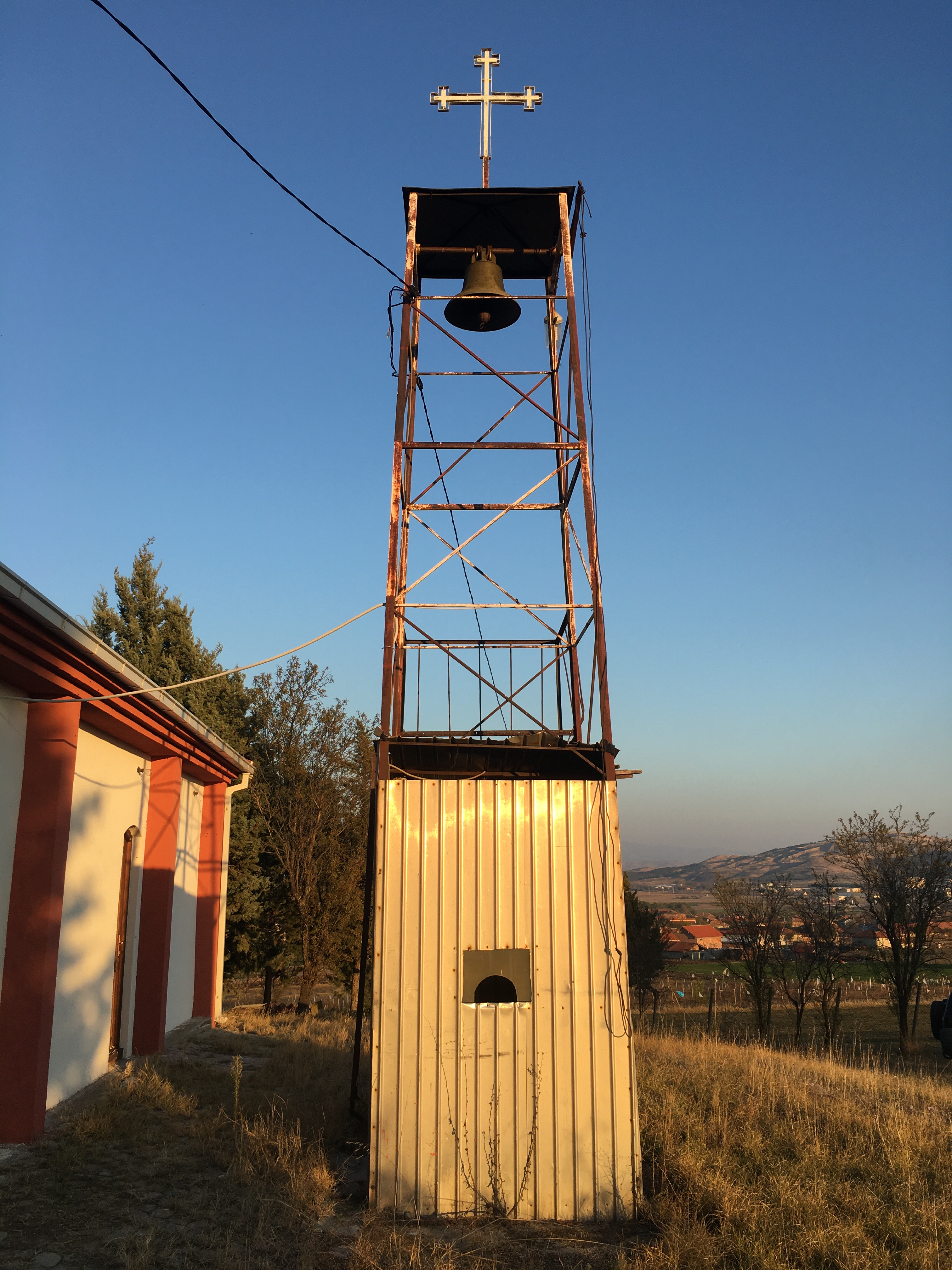
Klockstapeln.
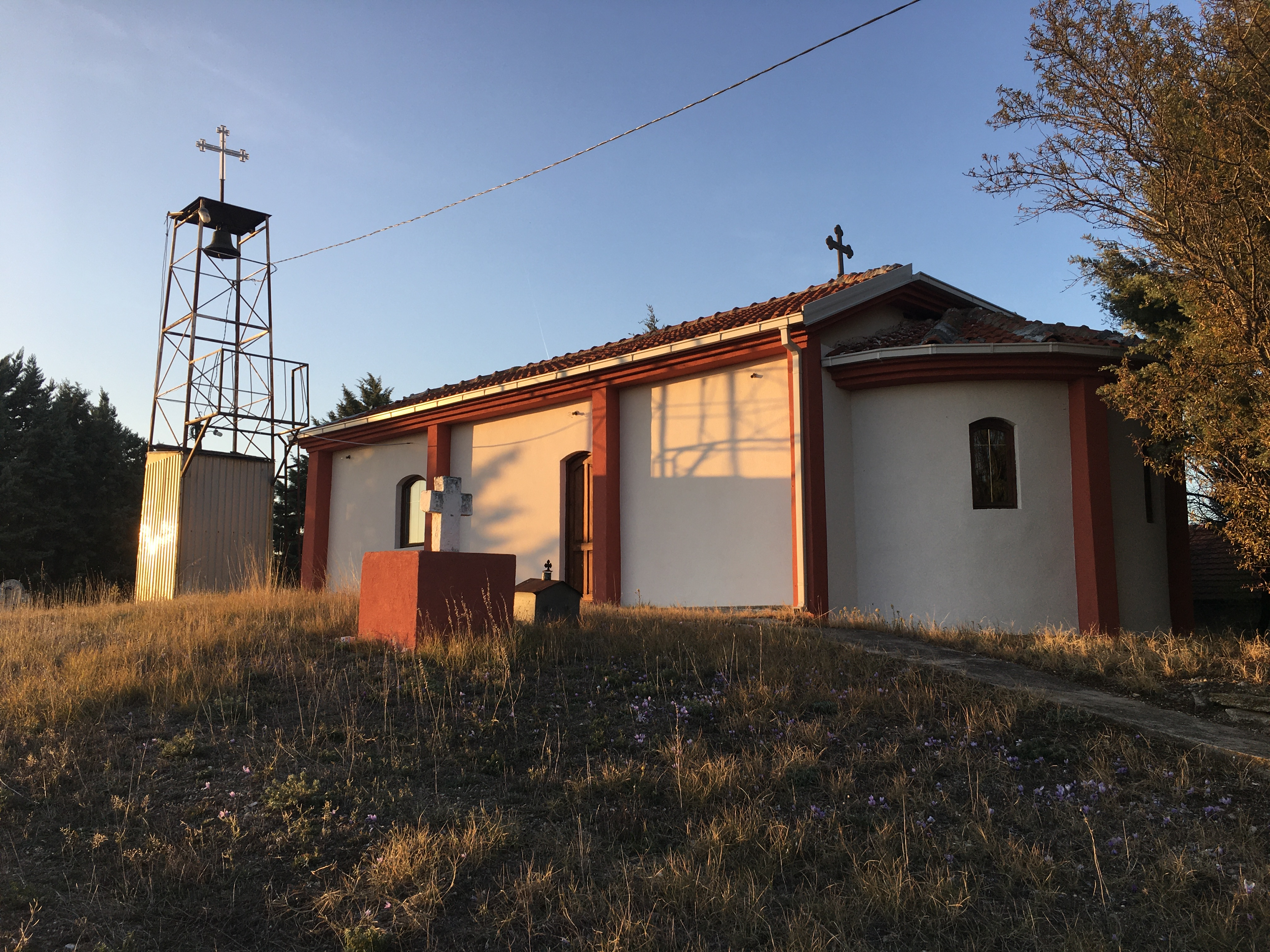
Klockstapeln (vänster) och absiden (höger).
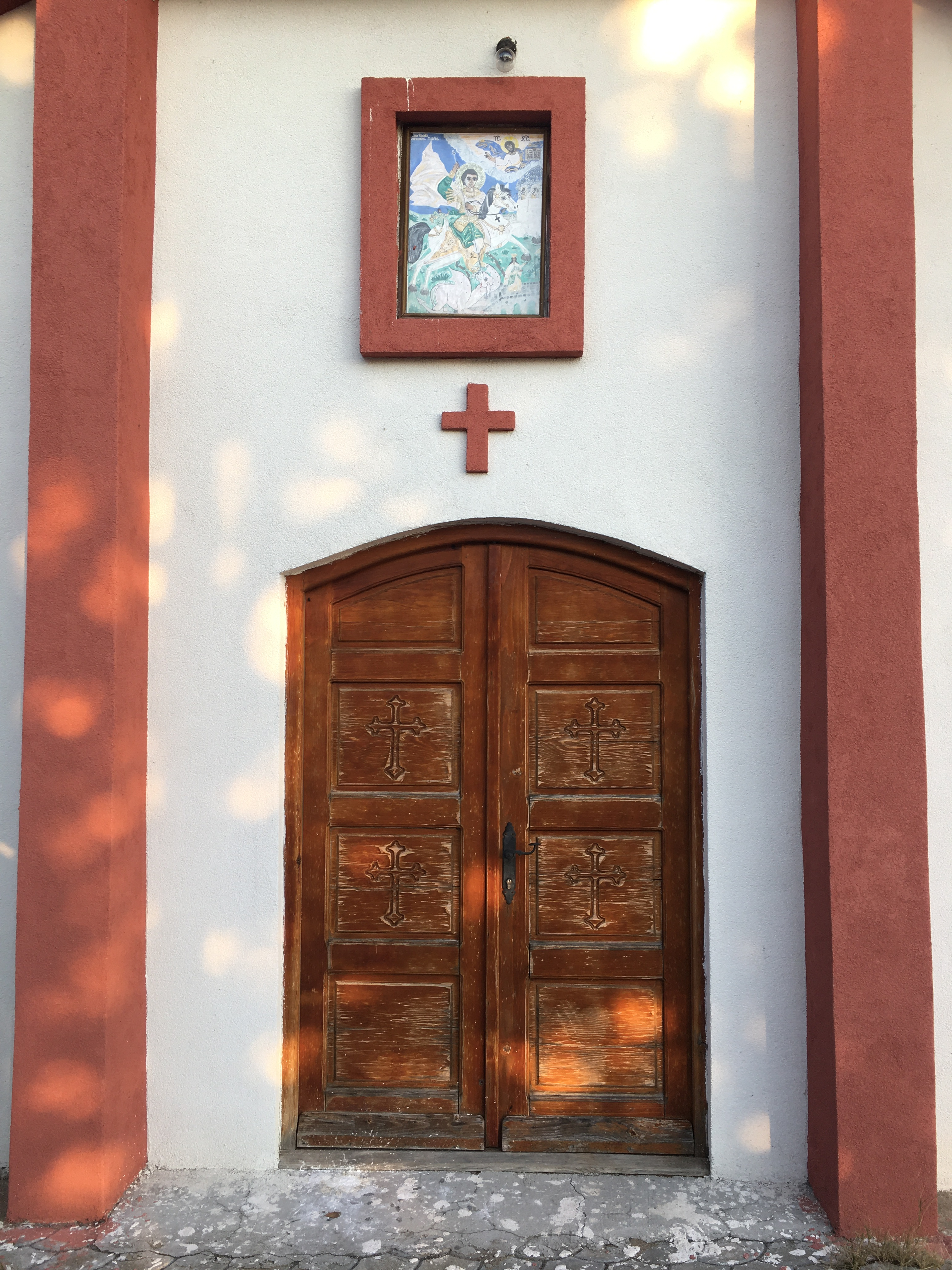
Entrén.